# Oddone Scarito
Oddone Scarito fue un político sanmarinense del siglo XIII.
Elegido Consul, fue un político que se convirtió en el Capitán Regente al menos dos ocasiones, del 1 de octubre de 1243 al 1 de abril de 1244 con Filippo de Sterpeto y del 1 de abril de 1253 al 1 de octubre de 1253 con Andrea Superchj, también es considerado el primer jefe de Estado de la República de San Marino del cual se tiene cierto conocimiento.
A Oddone Scarito se le dedicó una vía en el castillo de Borgo Mayor.